# Bordano
Bordano (Bordan in friulano) è un comune italiano di 699 abitanti in Friuli-Venezia Giulia. È conosciuto come il paese delle farfalle per la notevole presenza nella tarda primavera di diverse specie di tale insetti, e per la presenza della "casa delle farfalle", unica nel suo genere. Nel paese riveste ancora una discreta importanza la lavorazione, su base artigianale, del legno.

## Geografia fisica
Il paese sorge a 224 m alla destra del fiume Tagliamento stretto tra i monti Brancot (chiamato dai bordanesi anche Monte di Ruvinto, Monte Tricorno - da non confondere con il Monte Tricorno della Slovenia - o Monte di Palantarins) (1.015 m) a sud e San Simeone (1.505) a nord che formano una piccola vallata aperta. Oltre al capoluogo il comune conta la frazione di Interneppo (Tarnép) che si affaccia sul Lago di Cavazzo, dista poco più di 2 km e mezzo da Bordano, è situata a 245 m d'altitudine e vi risiedono circa 172 abitanti. A sud-est del paese di Bordano sono situati due piccoli laghetti artificiali, più comunemente chiamati "i laghetti" dai bordanesi, progettati dall'ex assessore del comune Oscar Rossi e realizzati in funzione di un progetto, che avrebbe dovuto portare alla realizzazione di una piccola oasi naturale, attualmente solo in parte eseguito. Essi sono situati più precisamente in mezzo ad un'area boscosa adiacente ai "Plans" (la continuazione verso sud-ovest della vallata di Bordano) e formalmente inglobata nella località del "Mulinat" che comprende una fascia boschiva sul confine tra il comune di Bordano e quello di Trasaghis.
Dal punto di vista dell'idrografia il comune di Bordano è percorso ancora dai letti di molti rivi e ruscelli, ormai prosciugati, che un tempo durante le piene straripavano frequentemente inondando alcuni borghi del vecchio paese. Il principale tra questi è il Rio Cretine (meglio conosciuto come Rio Cartine) celebre tra i bordanesi più anziani per il fatto di aver molte volte in passato rotto gli argini e allagato i borghi di Prussia e Cartine nella parte centro-meridionale di Bordano. Tutta questa rete di fiumiciattoli si snoda dai versanti del Brancot e del San Simeone fino alla porzione di territorio tra il Tagliamento ed il paese (chiamato "Braides" per il fatto che, soprattutto una volta, abbondavano gli appezzamenti coltivati in quella zona che arrivavano fino alla "glerie" cioè all'area sassosa e sterile adiacente al Tagliamento). Qua alcuni si immettevano direttamente nel Tagliamento mentre altri, come il Rio Cartine, semplicemente si perdevano ad un certo punto nella piana, allagando alcune aree della campagna, per poi arrivare al fiume sotto forma di rigagnoli sparsi. Altri rivi importanti sono il Rio Costa, il Rio di Contrestorie, il Riguciūl, il Rio Tamer, il Rio di Palantarins, le Rogge dei Molini, il Rio Frati, ecc.

## Storia
Pare che il paese si sia sviluppato dove sorgeva un antico guado romano che permetteva di attraversare il Tagliamento lungo la via Iulia Augusta; la frazione di Interneppo invece deve avere origini ancora più antiche. Il nome Bordanum viene citato per la prima volta in un codice della Chiesa gradese che risale circa all'anno 1000 e potrebbe derivare o dal nome di un funzionario o generale romano transitato in quella zona (Bordanus o Bordanum) oppure da una lingua germanica all'interno della quale si riscontra il prefisso "bord" che voleva dire asse di legno, presupponendo, quindi, che a Bordano si fabbricassero le abitazioni con assi di legno ricavate dai boschi attorno al paese. Queste sono le due principali ipotesi correnti sull'origine etimologica del nome di Bordano e sono entrambe interessanti perché ciascuna evidenzia una ben precisa origine storica del paese. Tuttavia esistono anche altre interpretazioni: quella attribuita allo studioso Frau, che collega l'origine di questo nome alla sua posizione geografica ai margini del Monte San Simeone, “Bordano” cioè margine; altri vorrebbero unirlo ad un cognome di origine veneta come Bordon.
Durante il Medioevo il territorio di Bordano fu sottoposto alla giurisdizione di diversi signori, tra cui i Colloredo Mels. Nel 1506 passò sotto la giurisdizione della Comunità di Venzone diventando poi, con la dominazione napoleonica,  comunità autonoma con Bordano capoluogo e Interneppo frazione, mantenendo però la sede ad Interneppo; nel 1866, invece, anche questa fu spostata definitivamente a Bordano. Ecclesiasticamente invece il paese dipese dalla Pieve di Cavazzo fino al 1914, quando passò a far parte della Forania di Gemona.
Durante la prima guerra mondiale la ritirata dell'esercito italiano toccò anche Bordano; infatti sul monte Festa vi era un forte d'artiglieria che, accerchiato da ogni lato dalle truppe nemiche avanzanti, si difese per giorni, per poi arrendersi. La seconda guerra mondiale invece segnò più profondamente il paese; infatti nel luglio del 1944 Bordano patì una quasi completa distruzione dovuta ad una rappresaglia nazifascista, nonché lo sfollamento degli abitanti per far posto alle popolazioni cosacche che invasero queste zone dopo la promessa fatta loro da Hitler che avrebbero avuto come proprio territorio l'Alto Friuli. Ma il fatto storico che maggiormente ha colpito il paese in epoca moderna è stato senz'altro il disastroso terremoto del 1976, nel monte San Simeone, considerato per lungo tempo l'epicentro. Bordano e Interneppo vennero completamente distrutti, e persero gli edifici di maggior interesse artistico; tuttavia Bordano ha saputo superare la perdita ed è stato in grado di ricostruirsi una nuova identità facendo tesoro delle farfalle che vivono a migliaia nel territorio comunale, facendo di esse il proprio simbolo e diventando famoso anche all'estero come il paese delle farfalle. 

### La battaglia del monte Festa
La fortezza del monte Festa venne costruita agli inizi del XX secolo con lo scopo di realizzare una cintura fortificata a difesa del Friuli. Tuttavia durante la prima guerra mondiale la situazione strategica la tenne lontana dal fronte, e venne utilizzate come osservatorio d'artiglieria, guarnita con poco più di un centinaio di uomini. Con la rotta di Caporetto nel 1917 però, le truppe austro-tedesche spezzarono le linee italiane e cominciarono la loro discesa verso la pianura friulana e il Piave, così la fortezza vide sciamare nelle valli sottostanti migliaia e migliaia di soldati nemici. A questo punto all'esigua guarnigione del monte Festa giunse l'ordine di resistere ad ogni costo. Il 5 novembre il forte era diventato come un isolotto circondato da tutti i lati dalle truppe nemiche. Gli austriaci attaccarono nella notte tra il 5 e il 6, ma gli italiani resistettero con l'unica mitragliatrice disponibile spostandola qua e là per ingannare gli attaccanti sulla consistenza numerica delle difese. Quando poi le munizioni cominciarono a scarseggiare i nostri soldati ricorsero anche al lancio di blocchi di roccia fatti rotolare sui nemici che tentavano di salire le pendici del monte. Gli italiani si resero però ben presto conto che ogni resistenza era vana, così in cento tentarono una sortita per ricongiungersi all'esercito italiano e gli altri, dopo aver fatto saltare il deposito di munizioni, si arresero.

### Simboli
Lo stemma e il gonfalone sono stati concessi con decreto del presidente della Repubblica del 25 febbraio 1983.
Il gonfalone è un drappo troncato di bianco e d'azzurro.

## Monumenti e luoghi d'interesse

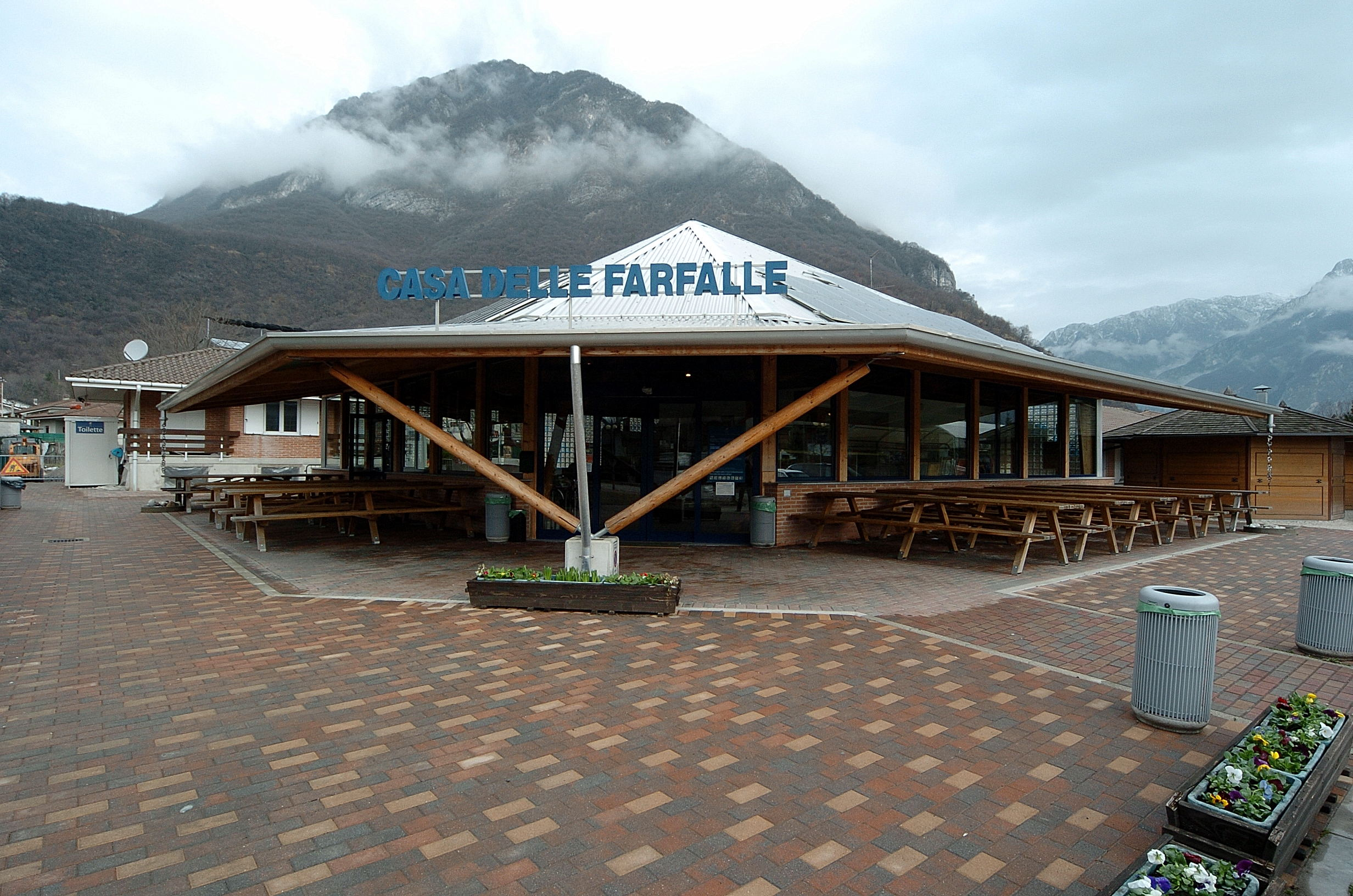
La Casa delle farfalle

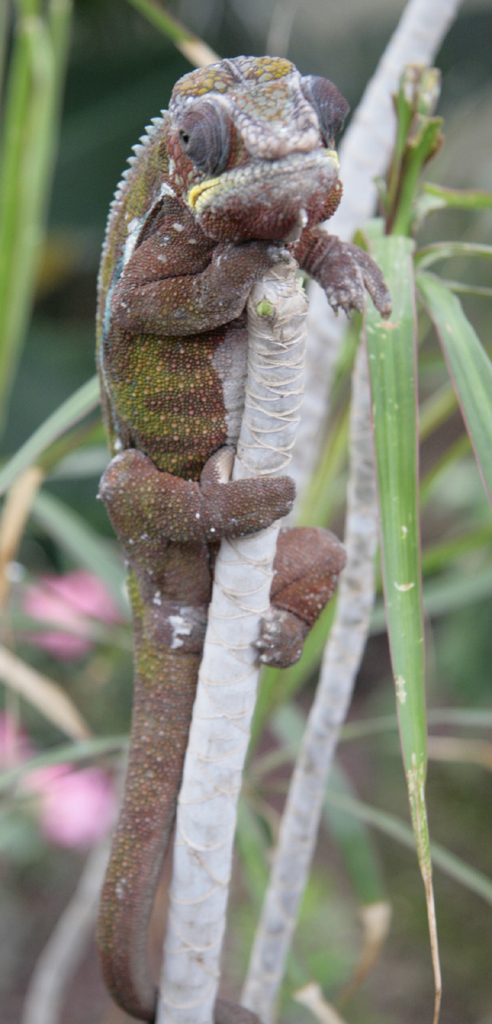
Un camaleonte, ospite della Casa delle farfalle.

- La Casa delle Farfalle sorge al centro del paese ed è un vero e proprio museo vivente di questi insetti. La casa, dove si riproducono oltre 400 specie di farfalle, è divisa in tre grandi giardini: amazzonico, afro-tropicale e indo-australiano. All'interno si possono vedere tutti gli stadi di sviluppo delle farfalle, da uovo a bruco e da crisalide a farfalla. Vi si possono osservare le differenze tra le farfalle diurne e quelle notturne e altre particolarità.
- Il "Murale Mitologico Dedicato al Ciclismo Italiano"[9] è situato a ovest del paese,  sulla strada per Interneppo. Fu realizzato per conto della Provincia di Udine (convenzione del 25.01.2001 rep. 2693) dai pittori Giuseppe Brombin e Floreano "Jan" Franzil. Sono ritratti dei grandi ciclisti d'Italia: Bottecchia, Binda, Girardengo, Coppi, Adorni, Magni, Guerra, Bartali, Nencini, Gimondi, Moser e Pantani. Tutti presentati da Antonio Lot con il suo microfono.
- Sono presenti numerosi murales (231), ovvero dipinti sui muri rappresentanti in varie tematiche ma soprattutto farfalle, che sono in pratica diventate l'anima stessa del paese. Per molti anni si è tenuto un concorso per decidere quali siano i migliori. Sono situati su buona parte delle abitazioni, sugli edifici comunali e su quelli d'istruzione e rappresentano il più delle volte delle vere e proprie opere d'arte, eseguite in innumerevoli stili da pittori arrivati da tutto il mondo. La loro realizzazione è iniziata massicciamente nell'anno 1996, coronata poi, con la realizzazione della Casa delle Farfalle, grazie all'impulso dell'allora sindaco Enore Picco. È principalmente Bordano ad ospitare queste opere (153), e anche Interneppo ne possiede alcune (78).
- Sia Bordano che Interneppo possiedono una loro chiesa: quella attuale di Bordano, dedicata al patrono del paese Sant'Antonio Abate, è stata ricostruita interamente dopo il terremoto, dato che della precedente era sostanzialmente rimasto solo il campanile, e per questo motivo è in stile moderno. Purtroppo alcuni antichi affreschi che si trovavano all'interno della chiesa vecchia sono andati perduti a causa del sisma.
- Quella di Interneppo, dedicata a San Martino, è anch'essa interamente ricostruita nuova dopo il terremoto, su progetto dell’arch. Pevere e inaugurata nel novembre 1990. Al suo fianco a sua difesa, come una guardia, l'imponente ed originale campanile ottocentesco in blocchi di tufo, restaurato dopo il terremoto, è rimasto quello originale.
- Nel comune di Bordano vi è anche una chiesetta edificata sull'altipiano del Monte San Simeone, a oltre 1200 metri di quota, risalente al Medioevo e ristrutturata varie volte durante i secoli. Si tratta di una delle chiese carniche costruite a maggiori altitudini ed è dedicata al santo dell'omonimo monte su cui si trova, San Simeone. Ogni prima domenica di settembre è meta di molte persone nell'ambito della principale festa paesana, quella, appunto, di San Simeone.
- Esiste anche una biblioteca comunale, intitolata al poeta interneppano Ugo Rossi (1915-1981), situata nel cuore dei quartieri post terremoto nella parte est dell'abitato di Bordano, in località Brandisot.[senza fonte][10]
- A Bordano è presente una fontana, situata nel borgo di Prussia e, anche se è simile a quella di Interneppo, presenta come quest'ultima un'incisione nella quale, però, è riportata una frase in tedesco a ricordo degli abitanti del borgo che un tempo, soprattutto verso la fine dell'Ottocento, andavano a lavorare in Germania per guadagnarsi da vivere.
- Anche ad Interneppo si trova una fontana, situata nella piazza del paese, e anch'essa riporta un'incisione. Questa volta, però, si tratta di un verso in friulano di una poesia di Ugo Rossi.[senza fonte][11]

## Società

### Evoluzione demografica
Abitanti censiti

### Lingue e dialetti
A Bordano, accanto alla lingua italiana, la popolazione utilizza la lingua friulana. Ai sensi della Deliberazione n. 2680 del 3 agosto 2001 della Giunta della Regione Autonoma Friuli-Venezia Giulia, il Comune è inserito nell'ambito territoriale di tutela della lingua friulana ai fini della applicazione della legge 482/99, della legge regionale 15/96 e della legge regionale 29/2007.
La lingua friulana che si parla a Bordano rientra fra le varianti appartenenti al friulano centro-orientale.
 I bordanesi inoltre tendono a modificare leggermente alcuni vocaboli, soprattutto nomi propri di persone; ma se si analizza il glossario bordanese si riscontrano diverse varianti al friulano standard che rendono la lingua parlata in questo comune unica e particolare, come la "strambatura" del nome del fiume Tagliamento, che nel normale e più diffuso friulano si dice "Tiliment" e che nel comune di Bordano si tende, spesso, a trasformare in "Tāment". Si può, dunque, parlare di una sorta di dialetto bordanese, anche se questa affermazione in realtà è un po' forzata dato che la struttura sintattica e grammaticale, così come la pronuncia, non sono diverse dal friulano standard e le sostanziali differenze consistono solo in alcune modifiche lessicali come, appunto, quella del fiume Tagliamento e del Rio Cretine, che è stato convertito in Rio Cartine. Nonostante la lingua friulana abbia conosciuto un costante declino, che dura in parte ancora oggi (anche se sensibilmente rallentato grazie all'impegno delle istituzioni), a causa della massiccia affermazione dell'italiano per mezzo dei media, a Bordano non si è mai smesso di parlare friulano, che rimane ancora la lingua in assoluto più parlata tra gli anziani e persino i giovani, spesso, la prediligono rispetto all'italiano.

## Amministrazione
Dal 13 giugno 2022 Gianluigi Colomba è stato rieletto sindaco del comune di Bordano, con la lista "Insieme per Bordano e Interneppo", dopo il mandato di Ivana Bellina. Il municipio è situato all'ingresso del centro abitato, nella zona posta al confine fra quello che prima del terremoto era l'intero nucleo abitato e la parte nuova, ricostruita dopo gli anni 85/90.

### Gemellaggi
Alajuela, dal 2007

## Galleria d'immagini

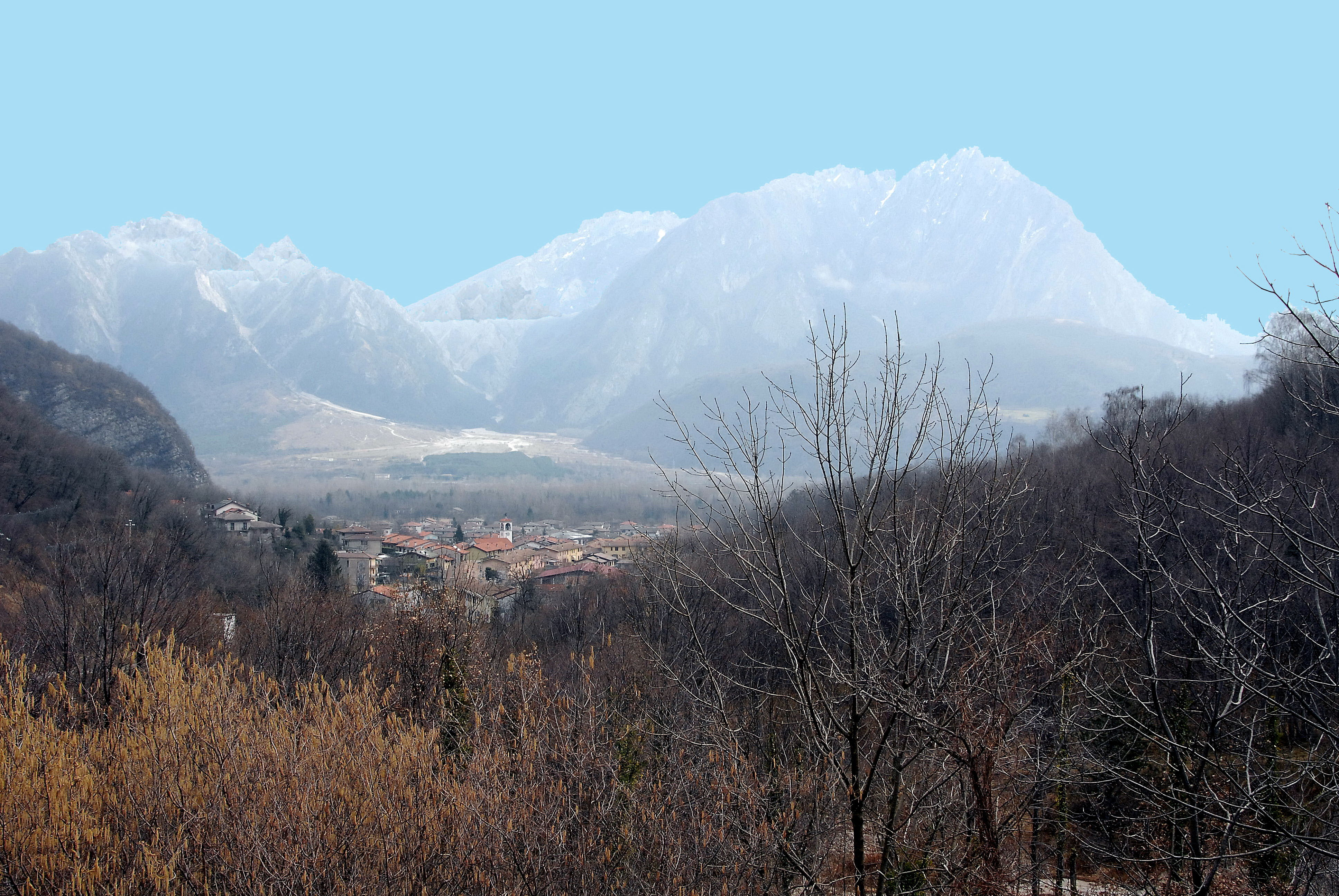
Bordano col monte Chiampon sullo sfondo
Murale a Bordano
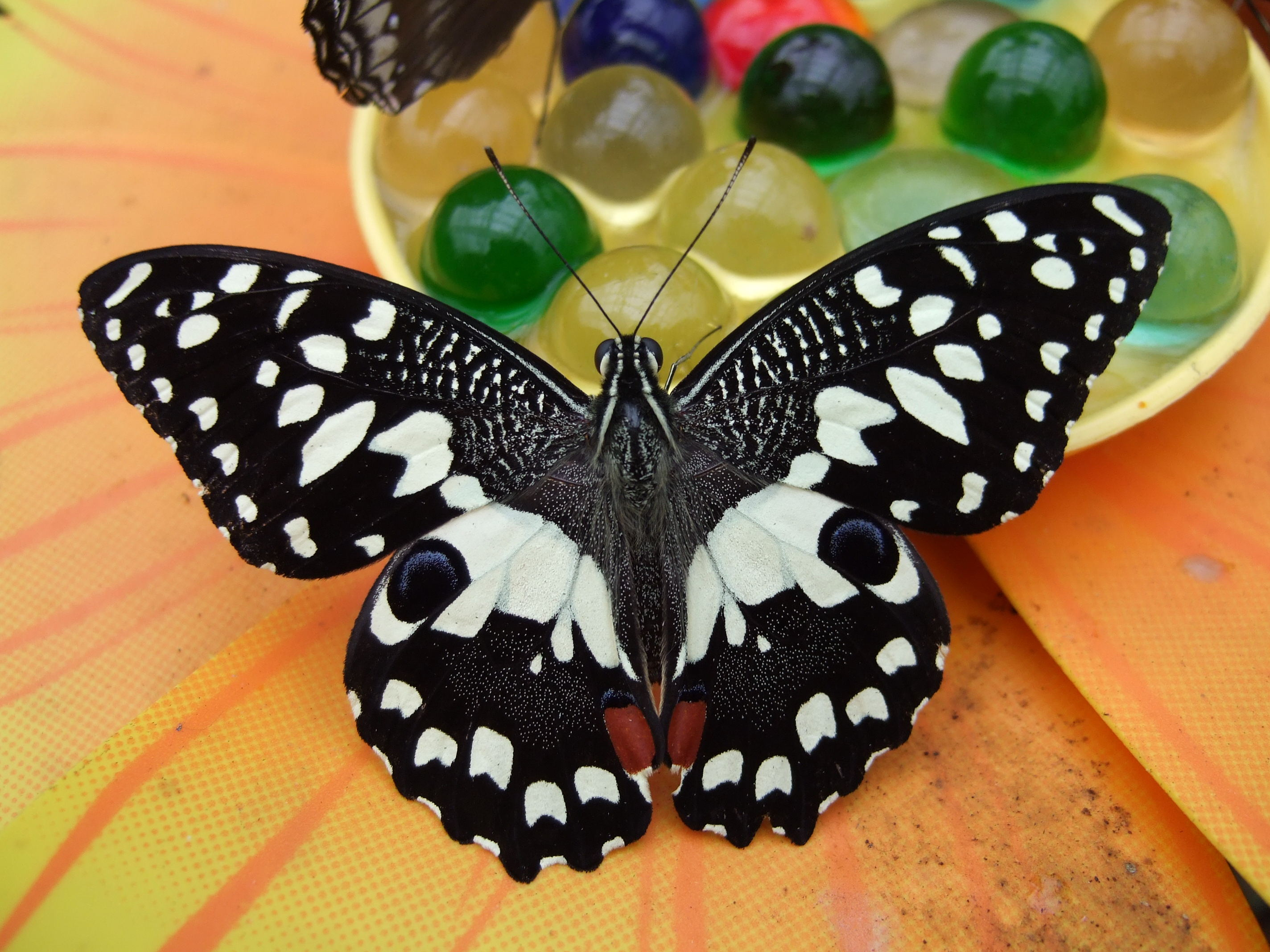
Farfalla della Casa delle Farfalle